# Tritonia delpierrei
Tritonia delpierrei är en irisväxtart som beskrevs av M.P.de Vos. Tritonia delpierrei ingår i släktet Tritonia och familjen irisväxter. Inga underarter finns listade i Catalogue of Life.